# Joaquim José da Costa Rebello
Joaquim José da Costa Rebello CvC • ComNSC (Braga, 15 de Maio de 1788 - 10 de Maio de 1875) foi um grande proprietário, capitalista e benemérito da cidade de Braga. Foi Presidente da Câmara Municipal de Braga de 2 de Janeiro de 1866 a 25 de Março de 1868.
Foi o responsável e financiador da construção do monumento a D. Pedro V, actualmente no Campo Novo. O rei D. Luis I atribuiu-lhe o título de Barão da Gramoza, em 27 de Fevereiro de 1866 em reconhecimento da sua dedicação ao rei D. Pedro V.
Além de primeiro Barão da Gramoza foi Fidalgo Cavaleiro da Casa Real, Comendador da Ordem de Nossa Senhora da Conceição de Vila Viçosa, Cavaleiro da Ordem Militar de Cristo e Provedor da Santa Casa de Misericórdia.
Morreu solteiro na sua casa na Avenida Central em Braga.